# Mini Beat Power Rockers: La Película
Mini Beat Power Rockers: La Película es una película de animación y de aventura de Argentina dirigida por Gustavo Cova y estrenada el 4 de noviembre de 2022. La película se basa en la serie animada de Discovery Kids: "Mini Beat Power Rockers" de .

## Sinopsis
Después de una alocada fiesta en la guardería Arcoíris, Dolores anuncia que es hora de la siesta. Los Power Rockers no quieren seguir sus reglas. Entonces aparece Baby Marciano y los invita a Planeta Yo, un planeta sin reglas donde todo es posible.